# Velimir Čokljat
Velimir Čokljat (* 29. Oktober 1958 in Virovitica, SFR Jugoslawien) ist ein kroatischer Schauspieler. Einem weiten Publikum bekannt wurde er als Geschäftsmann Stjepan Novak in der Seifenoper Zabranjena ljubav, den er von 2004 bis 2006 verkörperte. In der Telenovela Zakon ljubavi verkörperte er die Nebenrolle des Srećko Kramarić. Weitere Bekanntheit erhielt Velimir Čokljat durch die Familiendrama-Serie Najbolje Godine in der er die Rolle des Đuka Lotar verkörperte.

## Filmografie
Fernsehserien
- 2004–2006: Zabranjena ljubav
- 2008: Zakon ljubavi
- 2008: Hitna 94
- 2009–2011: Najbolje Godine
- 2010: Nad lipom 35